# Störtebeker Park

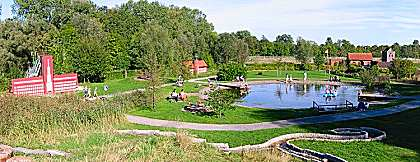
Panoramaansicht

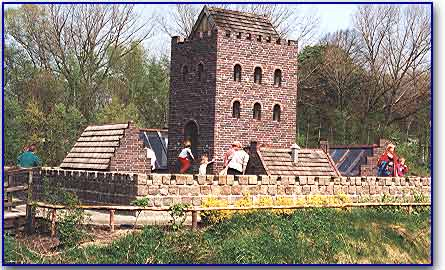
Nachbau der Sibetsburg

Der Störtebeker Park ist ein Spiel-, Lern- und Freizeitpark an der Nordseeküste in Wilhelmshaven. Der Park ist in der Sommersaison zwischen April und Oktober geöffnet. Der Störtebeker Park hat eine Größe von rund zwei Hektar und befindet sich an der Freiligrathstraße im Norden der Stadt.
Die thematischen Angebote des Störtebeker Parks richten sich an Schulen, Kindergärten sowie Behinderteneinrichtungen. Eine zweite Besucherzielgruppe sind Familien mit kleinen Kindern.
Vorher arbeitslose Menschen haben den Störtebeker Park erdacht und gebaut. Der heutige Betrieb wird von dieser Personengruppe, im Rahmen von öffentlich geförderten Beschäftigungs- und Qualifizierungsprojekten, realisiert. Ehrenamtlich tätige Mitarbeiter ermöglichen erweiterte Öffnungszeiten.

## Geschichte
Entstanden ist der Störtebeker Park aus der Idee, das Angebot des gemeinnützigen Bildungsträgers „BeKA – Beratung, Kommunikation und Arbeit - Gesellschaft für soziale und berufliche Integration e.V.“ durch ein Angebot für die Allgemeinheit zu erweitern.
Die BeKA wurde 1984 gegründet. Sie hat sich die Minimierung der (Jugend-)Arbeitslosigkeit und ihrer sozialen Folgen zur Aufgabe gemacht. 1985 wurden mehrere Werkstätten gegründet und Beschäftigungs- und Qualifizierungsprojekte umgesetzt.
Anfang der 1990er Jahre entstand die Idee des Störtebeker Park. Die Stadt Wilhelmshaven stellte im Stadtnorden an der Freiligrathstraße ein rund zwei Hektar großes Gelände zur Verfügung. Die Bundesagentur für Arbeit und das zuständige Jobcenter förderten diverse Projekte, die Arbeiten in den Bereichen Hoch- und Tiefbau, Garten- und Landschaftsbau, sowie Kinderbetreuung und Service realisierten. Zuschüsse der Europäischen Union sowie Spenden von Firmen und Privatleuten ermöglichen den Kauf von Geräten und Material.
Es entstand ein Freizeit- und Umweltpark, der vor allem auch als Lernpark konzipiert wurde, sowohl für Besucher als auch für die Mitarbeiter.
Nachbauten historischer Gebäude wie die Sibetsburg oder das Wilhelmshavener Rathaus laden zur Beschäftigung mit der regionalen Geschichte ein. Fachwerkgebäude bieten Platz für Aktivitäten, Veranstaltungen und Seminare.
Der Umweltschutzgedanke wird anhand einer Schilfkläranlage, Solaranlagen zur Erzeugung von Warmwasser und Strom, Regenwasserreservoir und Gebäuden mit Dachbegrünung etc. dem Besucher nahegebracht und ihre Umsetzung demonstriert.

## Veranstaltungen
- Oktober: Apfelfest im Störtebeker Park – Veranstaltung der Technischen Betriebe Wilhelmshaven in Kooperation mit dem Freundeskreis Botanischer Garten, NABU, BUND und dem Störtebeker-Park.[3]